# Moldava (Chéquia)
Moldava é uma comuna checa localizada na região de Ústí nad Labem, distrito de Teplice.